# غارث ريتشاردسون
غارث ريتشاردسون هو مهندس ومهندس الصوت ومنتج أسطوانات وملحن كندي، ولد في 1960.

## وصلات خارجية
- غارث ريتشاردسون على موقع ميوزك برينز (الإنجليزية)
- غارث ريتشاردسون على موقع أول ميوزيك (الإنجليزية)
- غارث ريتشاردسون على موقع ديسكوغز (الإنجليزية)
- غارث ريتشاردسون على موقع ديسكوغز (الإنجليزية)